# Враниловці
Врани́ловці (болг. Враниловци) — село в Габровській області Болгарії. Входить до складу общини Габрово.

## Населення
За даними перепису населення 2011 року у селі проживала 321 особа, з них 319 осіб (99,4%) — болгари.
Розподіл населення за віком у 2011 році:
Динаміка населення: